# Доктор Ноу (серийный убийца)
Доктор Ноу (англ. Dr. No) — прозвище неустановленного американского серийного убийцы, ответственного за убийство как минимум десяти девушек и женщин на территории штата Огайо в период с 1981 по 1990 год. В качестве жертв неизвестный выбирал девушек, занимающихся проституцией в местах стоянки и сервисного обслуживания грузовых автомобилей, расположенных на всём протяжении межштатной автострады I-71. Также «убийца с автострады I-71» подозревался в совершении трёх аналогичных преступлений на территории штатов Нью-Йорк, Иллинойс и Пенсильвания, совершённых в период с 1986 по 1988 год.

## Серия убийств
Трое из жертв работали на грузовой остановке «Union 76» в Остинтауне, расположенной к востоку от города Акрон и к западу от города Янгстаун, которая является крупнейшей в штате Огайо, благодаря чему следствие подозревало в качестве убийцы водителя-дальнобойщика. У большинства жертв пропали нижнее бельё и обувь. Серия убийств началась в 1981 году, когда 24 апреля того года был обнаружен труп молодой девушки на территории округа Майами в штате Огайо. В ходе судебно-медицинской экспертизы было установлено, что девушка умерла от удушения, получив перед этим черепно-мозговую травму от удара тупым предметом по голове. Во время обнаружения тела не было найдено удостоверяющих документов жертвы, в результате чего на протяжении 37 лет она проходила в материалах уголовного дела как «Девушка в оленьей коже», так как она была одета в пончо из оленьей кожи ручной работы. В 2018 году жертва была опознана как 21-летняя Марша Ленор Соссоман Кинг, пропавшая без вести примерно в 1980 году в Арканзасе.
Следующей жертвой стала 25-летняя Марсия Мэтьюз, чьё тело было найдено водителем-дальнобойщиком на расстоянии одной мили от места стоянки и сервисного обслуживания грузовиков «Union 76». Девушка умерла от последствий черепно-мозговой травмы в результате избиения тупым предметом. 20 июля 1986 года было обнаружено тело 23-летней проститутки Ширли Дин Тейлор, которая также перед смертью подверглась избиению и удушению. Перед исчезновением девушка в последний раз была также замечена на стоянке «Union 76», где по сообщениям ряда свидетелей отправилась на встречу с постоянным клиентом, имевшим прозвище «Доктор Ноу», чья личность не была установлена. Её тело было обнаружено на расстоянии нескольких миль от места исчезновения. Нижнее бельё и обувь жертвы обнаружены не были. В декабре 1986 года пропала без вести 18-летняя Эйприл Барнетт, которая также занималась проституцией на стоянке «Union 76». Её тело было найдено лишь через несколько дней на расстоянии 70 миль от Остинтауна. Как и в предыдущих случаях, девушка перед смертью была избита и погибла от удушения, часть её одежды также не была обнаружена. Через несколько дней на территории штата Иллинойс возле межштатной автомагистрали I-70 была найдена убитой 28-летняя проститутка Джилл Аллен. Несмотря на то, что девушка была найдена на территории другого штата, она была также внесена в список жертв серийного убийцы, так как в отношении её убийца проявил выраженный ему образ действия. Аллен была избита и погибла от асфиксии. На её теле были обнаружены следы странгуляционной борозды, а обувь, верхнее и нижнее бельё так никогда и не были найдены.
Следующей жертвой серийного убийцы стала 27-летняя проститутка Энн Марри Паттерсон, которая пропала без вести 7 февраля того же года на стоянке грузовиков «Union 76». Её полуразложившееся тело было обнаружено через 40 дней на расстоянии 250 миль от Остинтауна недалеко от города Цинциннати. За неделю до исчезновения Энн Паттерсон подвергалась аресту полицией. В полицейском участке девушка дала информацию о подозреваемом в убийстве девушек и описание его автомобиля. Сутенёр девушки во время расследования заявил правоохранительным органам, что перед исчезновением Паттерсон договорилась о встрече с помощью Си-Би радиосвязи с клиентом по прозвищу «Доктор Ноу», которого она характеризовала крайне отрицательно, после чего исчезла, в связи с чем полиция и в дальнейшем СМИ дали неустановленному преступнику это прозвище.
10 августа 1987 года на территории округа Монтогомери недалеко от города Энглвуд было найдено тело ещё одной жертвы, 21-летней Паулы Беверли Дэвис. Джинсы и нижнее бельё жертвы были спущены до щиколоток, в то время как верхняя часть одежды отсутствовала. По характеру впадин на травяном покрове и следов грузового автомобиля в месте обнаружения тела, эксперты-криминалисты установили, что труп девушки убийца сбросил из кабины своего автомобиля. Вскрытие показало, что жертва умерла от удушения. Несмотря на обилие татуировок на теле жертвы, а также на обилие ювелирных украшений, которых преступник по неустановленным причинам не похитил, личность Дэвис не могли установить до 2010 года. 22 ноября того же года было обнаружено тело 19-летней Ламоники Коул на стоянке грузовиков в городе Бризвуд, штат Пенсильвания. Несмотря на то, что стоянка располагалась на другой межштатной автомагистрали, где серийный убийца замечен не был, Коул была включена в список жертв убийцы проституток из Огайо, потому как погибла от удушья, была уроженкой штата Огайо и часть её вещей при обнаружении её трупа также найдена не была. В ходе расследования сутенёр Ламоники Коул — 24-летний Деррик Мимс заявил полиции, что предполагаемый убийца, с кем Коул уехала в день исчезновения — передвигался на грузовом автомобиле синего цвета с белыми полосами.
Очередное убийство по версии следствия преступник совершил 29 марта 1988 года на территории штата Нью-Йорк. Жертвой убийства стала 31-летняя Терри Роарк, тело которой было обнаружено на одном из мостов, проходящих через реку Мохок. Судмедэксперт установил, что женщина умерла от черепно-мозговой травмы, наступившей в ходе избиения тупым предметом за несколько часов до обнаружения её тела. Часть одежды Роарк, включая нижнее бельё и обувь, так никогда и не была найдена, на основании чего она была включена в список потенциальных жертв «Доктора Ноу». 19 апреля 1990 года недалеко от одной стоянки грузовиков на автомагистрали I-70 был найден труп 29-летней Патрис Корли. На теле жертвы отсутствовала большая часть одежды, но осталось нижнее бельё. В ходе расследования было установлено, что девушка погибла от черепно-мозговой травмы, наступившей в результате избиения, и вступала в половую близость за 12—24 часа до своей смерти, в связи с чем следствие предположило, что погибшая занималась проституцией и стала ещё одной жертвой серийного убийцы. Личность Корли была установлена в 2017 году.

## Расследование
В ходе расследования полицией было опрошено несколько сотен проституток, сутенёров, работников станций сервисного обслуживания и водителей грузовиков в попытке найти свидетелей преступлений и установить личность преступника. Убийца был описан свидетелями как человек со светлой кожей и тёмными волосами, высокого роста, который имел крупное телосложение, носил очки, разговаривал с акцентом, присущим жителям Северовосточных штатов США, на вид от 25 до 40 лет. Согласно свидетельским показаниям, подозреваемый управлял грузовиком-тягачом 1984 года выпуска серебристого цвета, отличительным признаком которого были дефлекторы окон и капота красного цвета. Департаментом полиции штата Огайо и волонтёрами различных общественных организаций было расклеено более 4000 фотографий жертв и фоторобота преступника на 130 стоянках и станций сервисного обслуживания грузовиков в штате Огайо и на 1350 станциях в других 9 штатах, через которые проходят межштатные автомагистрали, где орудовал серийный убийца и предложили денежное вознаграждение размером в 10 000 долларов за информацию о нем. В ходе расследования было задержано 5 человек, которые в разное время были известны под прозвищем «Доктор Ноу», но впоследствии никому из них не было предъявлено никаких обвинений и их имена никогда не разглашались общественности. На большинстве из трупов были обнаружены биологические следы, которые по версии следствия мог оставить убийца. Для установления групповой принадлежности спермы была проведена криминалистическая экспертиза, которая дала неоднозначные результаты, в связи с тем, что все жертвы убийств при жизни занимались проституцией, следствие поставило под сомнение вероятность принадлежности биологических следов одному и тому же человеку. Так как на месте совершения преступлений не было найдено других изобличающих улик, таких как отпечатков пальцев преступника, образцов волос, ворсовых покрытий — расследование затянулось на несколько десятилетий, в течение которых личность преступника так и не была установлена.
В апреле 1991 года основным подозреваемым стал житель округа Лейк 36-летний Элвин Уилсон, который работал водителем-дальнобойщиком и владел двумя тягачами, в салоне которых были обнаружены образцы женских волос. Квитанции об оплате кредитными картами покупок и ряд других доказательств свидетельствовали о том, что подозреваемый находился на территории штата Огайо во время убийств проституток. В 1990 году Уилсон был арестован по обвинению в нападении и попытке убийства женщины, которую он совершил в октябре 1989 года. После его ареста в полицию обратилась девушка, которая заявила о том, что в 1986 году Уилсон посадил её в свой автомобиль на одной из стоянок в городе Акрон, после чего заплатил ей материальную плату за оказание сексуальных услуг, во время оказания которых избил её и совершил попытку удушения. Элвин Уилсон проверялся на причастность к совершению убийств девушек в штате Огайо, но никаких обвинений ему в конечном итоге предъявлено не было.
В июне 1994 года был осуждён житель штата Огайо 36-летний водитель-дальнобойщик Джеймс Роберт Круз-младший, который в марте 1993 года избил и задушил 17-летнюю Доун Бирнбаум и сбросил её труп в районе межштатной автострады I-80 на территории штата Пенсильвания. Тело девушки было обнаружено через несколько дней. Так как на теле Бирнбаум отсутствовала большая часть одежды, Круз во время следствия и суда рассматривался как подозреваемый в совершении серии убийств проституток штата Огайо и проверялся на причастность, но впоследствии никаких обвинений ему также предъявлено не было.
В 1995 году в число подозреваемых попал 28-летний Шон Патрик Гоулб, водитель-дальнобойщик из штата Северная Каролина, который в апреле того же года признался в совершении двух убийств проституток на территории штата Теннесси и убийстве одной женщины в штате Северная Каролина в начале 1995 года. Так как по роду деятельности Гоулб побывал в нескольких десятках штатов страны, где также были зафиксированы случаи исчезновений и убийств проституток в районах, где проходили межштатные автострады, Шон Гоулб после ареста проверялся на причастность к совершении убийств девушек и женщин как минимум в 10 штатах США. Тем не менее в ходе дальнейшего расследования Гоулб не был идентифицирован как «Доктор Ноу», так как на момент совершения первого убийства в 1981 году учился в старших классах в школе, а в середине 1980-х, когда произошла основная серия убийств — проходил службу в Армии США и находился за пределами штата Огайо.
В ноябре 2005 года был арестован 46-летний Деллмус Чарльз Колвин, водитель-дальнобойщик, который на основании результатов ДНК-экспертизы был арестован в совершении серии убийств 5 проституток в городе Толедо. Позже Колвин признался в совершении ещё двух убийств, но категорически отказался признать свою причастность к совершению убийств девушек и женщин в 1980-х.
В начале 2019 года в штате Аризона был арестован бывший водитель-дальнобойщик 49-летний Сэмюэл Легг-третий. На основании ДНК-тестирования правоохранительным органам удалось доказать вину Легга в совершении убийств четырёх женщин на территории штатов Огайо и Иллинойс, первое из которых он совершил в возрасте 20 лет в 1989 году. Также была доказана его причастность к изнасилованию несовершеннолетней девушки, которое он совершил в 1997 году на территории округа Медайна в штате Огайо, благодаря чему он был арестован и экстрадирован в Огайо, для того чтобы предстать перед судом. Осенью 1990 года Сэмюэл Легг уже попадал в поле зрении полиции и считался подозреваемым в убийстве своей падчерицы 14-летней Анджелы Хикс в городе Элирия, штат Огайо, но доказательств его виновности не хватило, благодаря чему ему не было предъявлено обвинений. Несмотря на то, что вероятность идентификации Легга как «Доктора Ноу» ставится под сомнение ввиду того, что в середине 1980-х Легг был подростком, следствие предположило, что он может нести ответственность за часть из убийств, вследствие чего появилась версия, что убийства, приписываемые «Доктору Ноу», были совершены несколькими преступниками.